# Pseudoalcippe
Genre
Pseudoalcippe est un ancien genre de passereaux de la famille des Sylviidae. Il se trouve à l'état naturel en Afrique,. Le genre a été absorbé dans le genre Sylvia en 2019 à la suite d'études phylogénétiques.

## Liste des espèces
Selon la classification de référence du Congrès ornithologique international (version 8.1, 2018) :
- Pseudoalcippe abyssinica (Rüppell, 1840) — Pseudalcippe d'Abyssinie, Akalat à tête sombre, Alcippe à tête grise, Alcippe à tête sombre, Fauvette d'Abyssinie, Grive-akalat d'Abyssinie
  - Pseudoalcippe abyssinica abyssinica (Rüppell, 1840)
  - Pseudoalcippe abyssinica ansorgei (Rothschild, 1918)
  - Pseudoalcippe abyssinica claudei (Alexander, 1903)
  - Pseudoalcippe abyssinica monachus (Reichenow, 1892)
  - Pseudoalcippe abyssinica stictigula (Shelley, 1903)
  - Pseudoalcippe abyssinica stierlingi (Reichenow, 1898)
- Pseudoalcippe atriceps (Sharpe, 1902) — Pseudalcippe du Ruwenzori, Pseudalcippe d'Abyssinie (Ruwenzori), Akalat du Ruwenzori, Alcippe à tête noire, Fauvette d'Abyssinie (atriceps), Fauvette du Rwenzori, Grive-akalat du Ruwenzori